# Mariana Castillo Deball
Pour les articles homonymes, voir Castillo.
Mariana Castillo Deball, née en 1975 à Mexico, est une artiste contemporaine.

## Biographie
Formée à l'université nationale autonome du Mexique (Maîtrise en arts, 1993-1997), puis à l'Universidad Iberoamericana de Mexico (Maîtrise en Philosophie, 1998-1999), Mariana Castillo Deball suit en 2002-2003 un post-graduat à la Jan Van Eyck Academie de Maastricht. Elle vit et travaille à Berlin et à Amsterdam,,,,.
L’œuvre de Mariana Castillo Deball, artiste mexicaine invite à un regard esthétique autant que critique sur  les questions archéologiques ou ethnographiques, elle  réinterroge l’histoire et les imaginaires postcoloniaux, ainsi que leur représentation, déconstruisant les grands récits culturels pour mettre à jour les préjugés qui les ont formés voire falsifiés.

## Récompenses
- Prix de Rome néerlandais en 2004[7].
- Prix UBS de la Fondation Guggenheim [8].

## Expositions personnelles
- 2009 :
  - Special project, Artissima 16, Foire internationale d'art contemporain de Turin.
  - Kaleidoscopic Eye, Kunst Halle, à Saint-Gall.
- 2010 :
  - Between you and the image of you that reaches me, Museum of Latinoamerican Art, à Long Beach (Californie)[9].
  - SCHAU ORT Elisabeth Kaufman + Christine Buentgen, à Zurich.
- 2011 : 
  - Figures don't lie but liars can figure, Galerie Pink Summer, à Gênes.
  - Este desorden construido, autoriza geológicas sorpresas a la memoria más abandonada, Museo experimental El Eco, à Mexico.
  - We are silentely illiterate, Galerie Wien Lukatsch, à Berlin.
- 2015 :
  -  Cronotopo, Mrac Languedoc-Roussillon[6].

## Expositions collectives
- 2012 : dOCUMENTA (13), à Cassel.
- 2024 : Triennale de Bruges, en Belgique.
- 2024 : Pre-architectures au Civa, à Bruxelles